# Израильско-сьерра-леонские отношения
Израильско-сьерралеонские отношения — международные двусторонние исторические и настоящие дипломатические, политические, торговые, военные, культурные и иные отношения между Сьерра-Леоне и Израилем.
Отношения между двумя странами были установлены в 1961 году. У обеих стран нет посольств, однако израильский посол в Сенегале также аккредитован на Сьерра-Леоне, которая в свою очередь представлена в Израиле генеральным консульством и почётным консулом: его обязанности исполняет журналист Давид Бен-Бассат.

## История
Израиль начал оказывать помощь Сьерра-Леоне еще в 1958 году, когда она находилась под британским протекторатом.

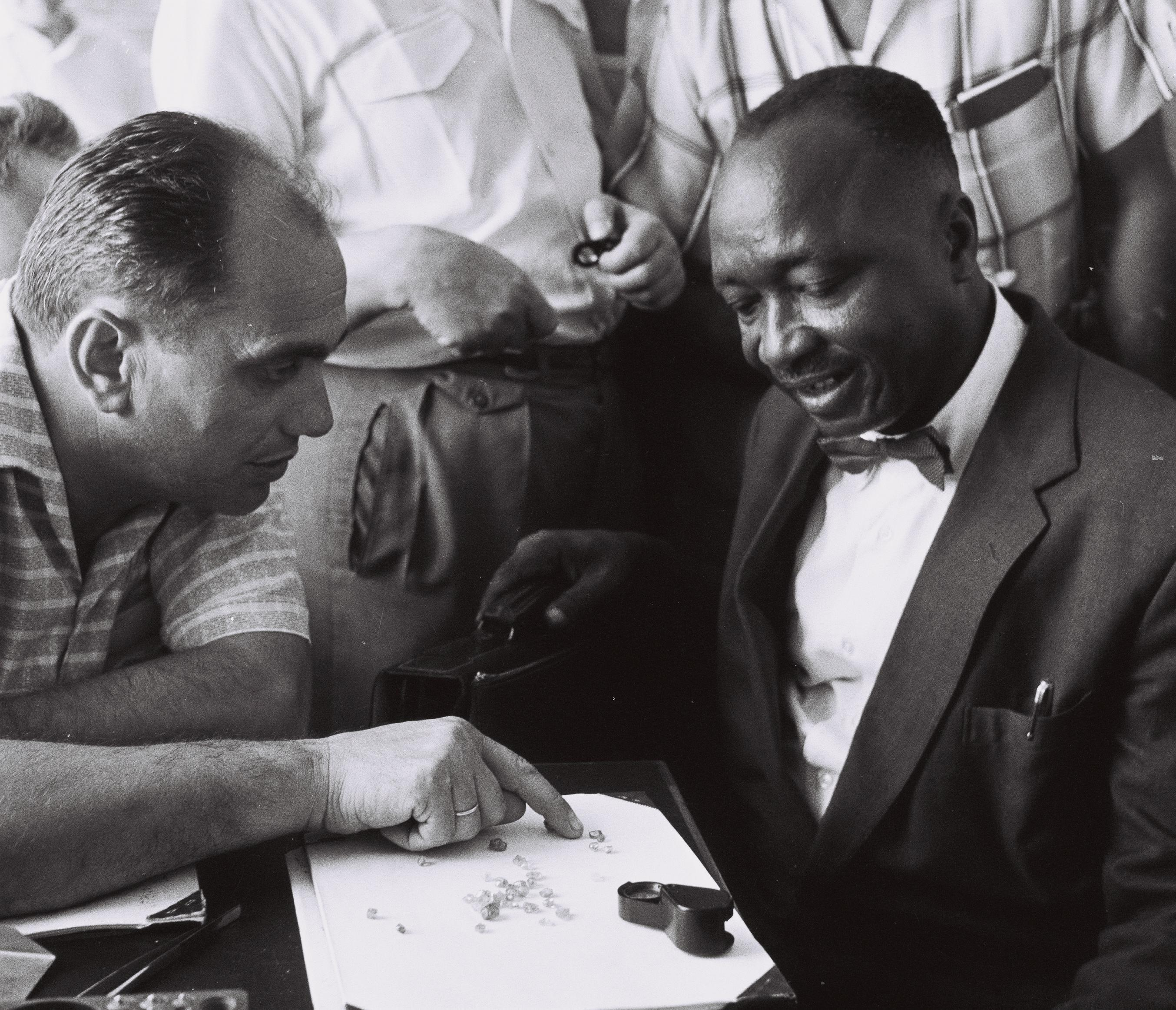
Министр правительства Сьерра-Леоне с официальным визитом в алмазной бирже в Рамат-Гане, 1959 год

Дипломатические отношения между двумя странами были впервые установлены в 1961 году после того, как Сьерра-Леоне получила независимость от Великобритании. Позднее отношения были прерваны после участия Израиля в Войне Судного дня в 1973 году, но затем восстановлены в 1992 году. Ещё до установления отношений в 1950-е годы проводились сделки по покупке алмазов между двумя странами на израильской алмазной бирже, и по сей день Сьерра-Леоне остается центральным экспортёром алмазов в Израиль.
В 1961 году после провозглашения независимости сьерралеонцы искали подходящее место для заседания парламента молодой страны, такого здания во Фритауне не нашлось и они попросили помощи в строительстве у британцев, под чьим протекторатом страна находилась до сих пор, но британцы отказали. Тогда африканская страна обратилась к Израилю, который до недавнего времени также находился под британским мандатом и израильтяне согласились помочь. Израильское правительство оплатило почти £400 тыс. из £900, которые были необходимы на постройку нового здания парламента. Была создана совместная компания National Construction Company (Sierra Leone) Ltd., которая имела отношение к Гистадруту, всеобщему израильскому профсоюзу. Израильская фирма «Karmi, Melzer, & Karmi» проектировала дизайн здания, построенного в стиле брутализм. Эта же фирма проектировала и дизайн здания Кнессета, израильского парламента. Кроме того, израильтяне построили в Фритауне здание Банка Сьерра-Леоне и главный почтамт.
После восстановления отношений с Израилем в 1992 году Сьерра-Леоне выпустила серию почтовых марок в честь 500-летия со дня открытия Америки Колумбом в 1492 году, а в особенности евреев, которые были в его команде. Таким образом африканцы отметили «очень гигантский вклад в развитие [страны]», который внесли израильтяне. Было выпущено 4 марки: Ицхак Абрабанель (1437—1508), Луис де Сантанхель (1448—1498) — оба они были сборщиками средств для экспедиции, астроном Авраам Закуто (1452—1515) и переводчик Луис де Торрес (1453—1522).
В 2000 году в разгар гражданской войны в Сьерра-Леоне журнал «Wall Street Journal» сообщил, что Израиль перебросил оружие в эту африканскую страну, предназначавшееся правительственным войскам, включая самолёты, средства для тренировки, амуницию, чтобы помочь в борьбе с повстанцами. По мнению обозревателя издания это было сделано в том числе для защиты алмазных шахт, так как Израиль является крупным импортёром сьерралеонских драгоценных камней.
В мае 2010 года заместитель министра иностранных дел и международного сотрудничества Сьерра-Леоне Ванди Чиди Мина (Vandi Chidi Minah) заявил, что его страна будет укреплять двусторонние связи и сотрудничество с Израилем во всех сферах, что приведёт к социальному и экономическому развитию Сьерра-Леоне.
В ноябре 2015 года свои верительные грамоты вручил израильскому президенту Реувену Ривлину нерезидентный посол Сьерра-Леоне в Израиле Osman Keh Kamara. На церемонии вручения грамот, посол поблагодарил Израиль за помощь, оказанную его стране в борьбе с лихорадкой Эбола годом ранее.
В январе 2017 года с пятидневным государственным визитом прибыл президент Сьерра-Леоне Эрнест Бай Корома. Его сопровождала делегация из министров иностранных дел, сельского хозяйства, связи и водных ресурсов. В рамках визита Корома встретился с главой израильского правительства и министром иностранных дел Биньямином Нетаньяху и обсудил с ним гуманитарную помощь, которую Израиль оказывает его стране, а также укрепление связей между двумя государствами. Кроме того, Корома встретился также с израильским президентом Реувеном Ривлиным и министром сельского хозяйства и развития сельской местности Ури Ариэлем. Во время визита президент Корома пригласил Нетаньяху посетить Сьерра-Леоне с ответным государственным визитом. Он также посетил алмазную биржу в Рамат-Гане, его принимал президент биржи Йорам Дваш и совет директором биржи.
В августе 2017 года через израильское посольство в Сенегале была оказана помощь Сьерра-Леона, где в результате оползня погибли более сотни человек. По информации в СМИ по решению главы правительства Нетаньяху в африканскую страну был отправлен груз гуманитарной помощи, состоящий из лекарств, питьевой воды, одеял и других вещей.
В августе 2023 года президент Сьерра-Леоне Джулиус Маада Био провёл телефонный разговор с главой МИД Израиля Эли Коэном и пообещал открыть посольство своей страны в Израиле и разместить его в Иерусалиме.

## Медицинская помощь
Израиль оказывает Сьерра-Леоне помощь в некоторых областях, так как она является одной из самых отсталых стран мира. Так, в 2012 году Израиль построил диализный центр и подарил аппарат для диализа в одну из больниц сьерралеонской столицы. Это единственный аппарат для диализа в этой африканской стране на 6 млн человек. Кроме того, медицинский персонал прошёл обучение в Израиле перед тем, как начал работать на этой машине.
Израиль также помогал Сьерра-Леоне бороться с эпидемией Эбола в 2014 году, которая унесла более 4 000 жизней. Израиль развернул в этой стране полевой госпиталь, а также пожертвовал $10 млн в фонд борьбы с Эболой, это шестое самое крупное пожертвование в этот фонд в мире.

## Соглашения
Израиль предоставляет стипендии для сьерралеонских студентов как часть международной программы развития и сотрудничества с этой африканской страной. Кроме того, между двумя странами подписано соглашение о сотрудничестве в области сельского хозяйства и развития сообщества.